# Gibonovití
Gibonovití nebo gibbonovití (Hylobatidae) je čeleď opic kterou řadíme do nadčeledi hominoidi (Hominoidea), do skupiny vývojově nejvyšších primátů. V oligocénu a miocénu byli pravděpodobně rozšířeni i v Africe, dnes obývají pouze tropické pralesy jihovýchodní Asie.

## Popis
Dnešním gibonům zcela chybí ocas, mají však ještě vyvinuty sedací mozoly. Charakterizuje je vysoký rozvoj mozku. Jejich přední končetiny jsou velmi dlouhé a malý palec mají posunut daleko k zápěstí, ostatní prsty jsou dlouhé. To jim dovoluje používat prsty jako závěsný hák, na který se zavěšují při pohybu v korunách stromů. Jsou rozdíly ve velikostech druhů, největší gibon siamang (Hylobates syndactylus) váží až 20 kg a nejmenší gibon malý (Hylobates klossi) jen 5 kg. Giboni neumí plavat, do vody nevstupují.
Zbarvení gibonů je různé v závislostí na jednotlivých druzích, pohlaví i stáří. Mláďata se rodí většinou světlejší a teprve později se přebarvují do dospělého šatu.

## Pohyb
Charakteristickým pohybem gibonů je pohyb v závěsu pod větví, kdy se drží jen prsty a tělo mohutným švihem přenáší na velké vzdálenosti, až do 10 m. Zadní končetiny při skocích téměř nepoužívá. Tento pohyb se nazývá brachiace a giboni se takto přemísťují téměř v 80 %. Další možný pohyb na krátké vzdálenost ve větvích stromů nebo po zemi je polovzpřímená chůze jen po zadních končetinách, přičemž dlouhými předními končetinami udržují rovnováhu. Odtud pochází vědecký název Hylobates = stromový chodec.

## Stravování
Jsou to všežravci, živí se ovocem, listy, výhonky stromů a občas se zmocní hmyzu, menších živočichů, ptačích mláďat a vajec.

## Komunikace
Jsou to po vřešťanech nejhlasitější primáti, mají většinou hrdelní rezonanční vaky. Svým hlasem si označují teritoria, volání samice je složitější než samce. K zahánění rivalů používají kromě hlasových projevů i různé grimasy a výhrůžné postoje. Zcela jinými zvuky se dorozumívají v rodině.

## Rodinný život
U gibonů již můžeme hovořit o rodině, protože jsou jedni z mála z primátů, kteří žijí monogamně. Rodina se skládá ze samce, samice a mláďat, kterých nebývá více šest. Odrostlejší mláďata jsou z rodiny vypuzena. Rodina žije na nevelkém teritoriu, které se mohou navzájem překrývat. Vzájemné půtky rodin jsou četné, ale většinou nekrvavé.
Mláďata mají hodně prvků svého chování vrozená, ale mnoho se toho naučí příkladem rodičů.
Samice je březí okolo 200 dnů a mláďata, která se drží matce na břiše, kojí téměř dva roky. Později ho samci učí sbírat potravu a ochraňovat území. Samci pohlavně dospívají asi v 6 a samice v 8 letech.

## Perspektiva
Giboni se dožívají okolo 40 let. některé druhy jsou často chované v zajetí a dají se i snadno ochočit, např. gibon lar (Hylobates lar) a jsou také ve volné přírodě poměrně početní. Jiní, např. gibon hainanský (Nomascus hainanus) patří k nejohroženějším primátům, žije pouze na malém území a vlivem odlesňování a nelegálního lovu jeho stavy poklesly až na několik desítek kusů.

## Třídění gibonů
- rod gibon (Hoolock) Mootnich et Groves, 2005
  - gibon hnědohřbetý (Hoolock leuconedys) Groves, 1967
  - gibon hulok (Hoolock hoolock) Harlan, 1834

- rod gibon (Hylobates) Illiger, 1811
  - gibon bělobradý (Hylobates albibarbis) Lyon, 1911
  - gibon kápový (Hylobates pileatus) Gray, 1861
  - gibon lar (= gibon běloruký) (Hylobates lar) Linnaeus, 1771
  - gibon malý (Hylobates klossii) Miller, 1903
  - gibon Müllerův (Hylobates muelleri) Martin, 184
  - gibon stříbrný (Hylobates moloch) Audebert, 1797
  - gibon tmavoruký (Hylobates agilis) F. Cuvier, 1821

- rod gibon (Nomascus) Miller, 1933
  - gibon bělolící (Nomascus leucogenys) Ogilby, 1840
  - gibon černý (Nomascus concolor) Harlan, 1826
  - gibon zlatolící (Nomascus gabriellae) Thomas, 1909
  - gibon hainanský (Nomascus hainanus) Thomas, 1892
  - gibon východovietnamský (= gibon černochocholatý) (Nomascus nasutus) Kunckel d’Herculais, 1884

- rod siamang (Symphalangus) Gloger, 1841
  - gibon siamang (Symphalangus syndactylus) Raffles, 1821